# Каябага, Ариэль
Ариэль Кабаяга (англ. Arielle Kayabaga; род. около 1991, Бужумбура) — канадский политик, член Либеральной партии, министр демократических институтов и лидер Платы общин (2025).

## Биография
Родилась в Бурунди.
В 2018 году по итогам муниципальных выборов, которые впервые проводились по преференциальной системе голосования, была избрана в городской совет Лондона в Онтарио.
20 сентября 2021 года по итогам парламентских выборов победила в округе Западный Лондон, набрав 36,8 % голосов (её основной соперник, консерватор Роб Флэк, получил около 32,46 %).
14 марта 2025 года при формировании правительства Карни получила портфель министра демократических институтов и одновременно назначена лидером Палаты общин.
13 мая 2025 года Марк Карни произвёл масштабные перестановки в Кабинете по итогам парламентских выборов. Одним из решений премьер-министра стало исключение Ариэль Каябага из правительства.